# Graphe distance-unité

Le graphe de Petersen est un graphe distance-unité : il peut être tracé sur le plan avec des arêtes toutes de longueur 1.

En mathématiques, plus particulièrement en théorie des graphes, un graphe distance-unité est un graphe pouvant être représenté par un ensemble de points du plan euclidien en reliant par une arête uniquement des paires de points distants d'une unité ; s'il existe une représentation où toutes les paires de points à distance 1 sont reliées, on parle de graphe distance-unité strict. 
Les arêtes peuvent se croiser, si bien qu'un graphe distance-unité n'est pas nécessairement un graphe planaire. Si une représentation est sans croisement entre les arêtes, toutes de longueur 1, alors le graphe est qualifié de graphe-allumettes.

## Exemples
- Les graphes chaine, les graphes grille, les graphes cycle, les graphes étoile.

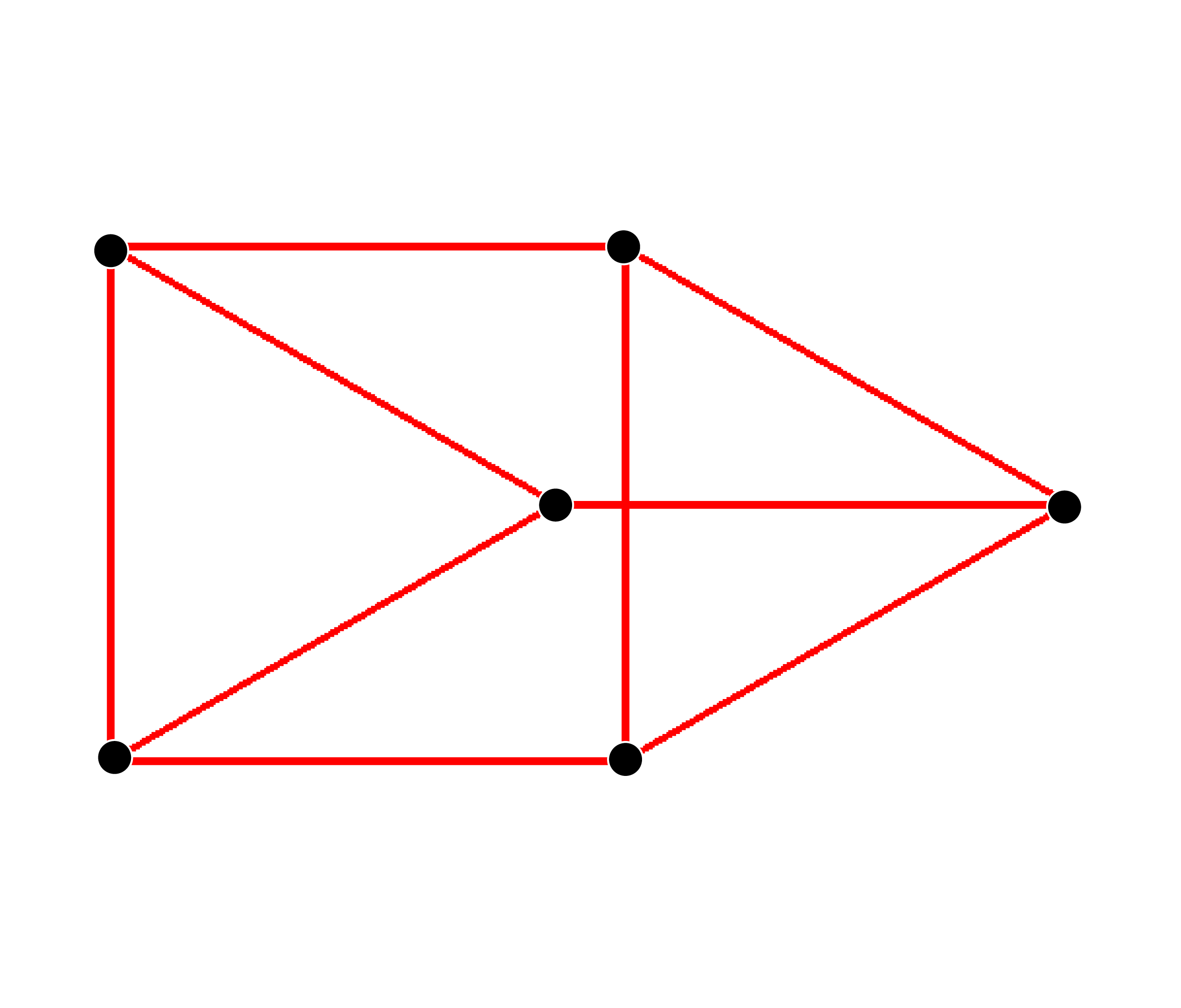
Les graphes prisme, dont le graphe cube, et les graphes hypercube, dont le graphe tesseract.   - Graphe prisme triangulaire.
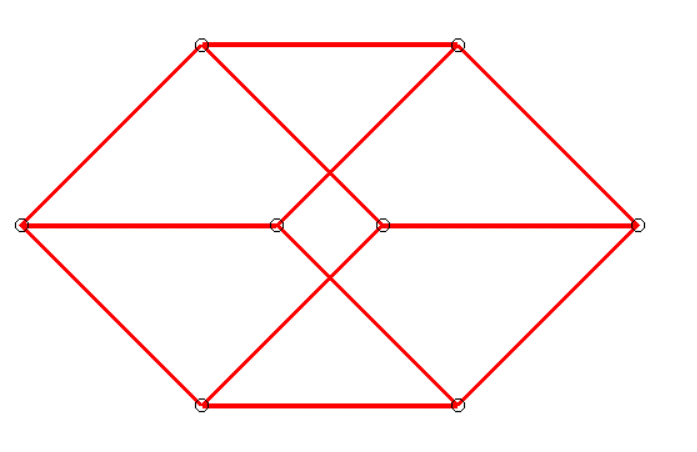
Graphe cube, à la fois graphe prisme et graphe hypercube.
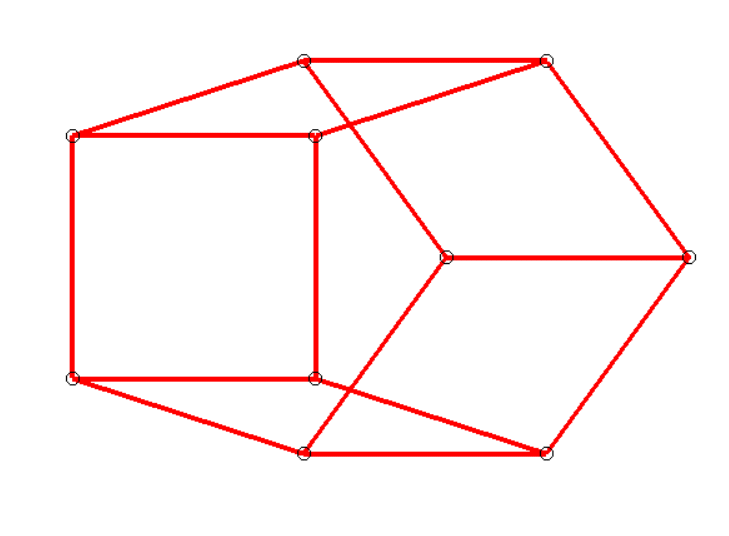
Graphe prisme pentagonal.
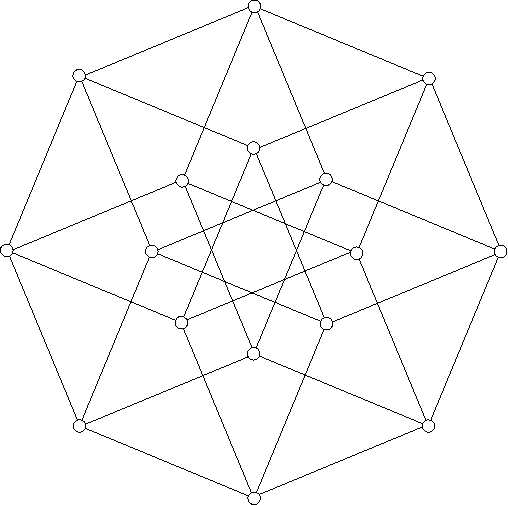
Graphe hypercube Q_{4} ou graphe tesseract, à 16 sommets et 32 arêtes.
  - Graphe cube, à la fois graphe prisme et graphe hypercube.
  - Graphe prisme pentagonal.
  - Graphe hypercube Q4 ou graphe tesseract, à 16 sommets et 32 arêtes.

Le graphe de Petersen ainsi que ceux de Moser, de Harborth et de Golomb.  - Graphe de Petersen. - Graphe de Moser.
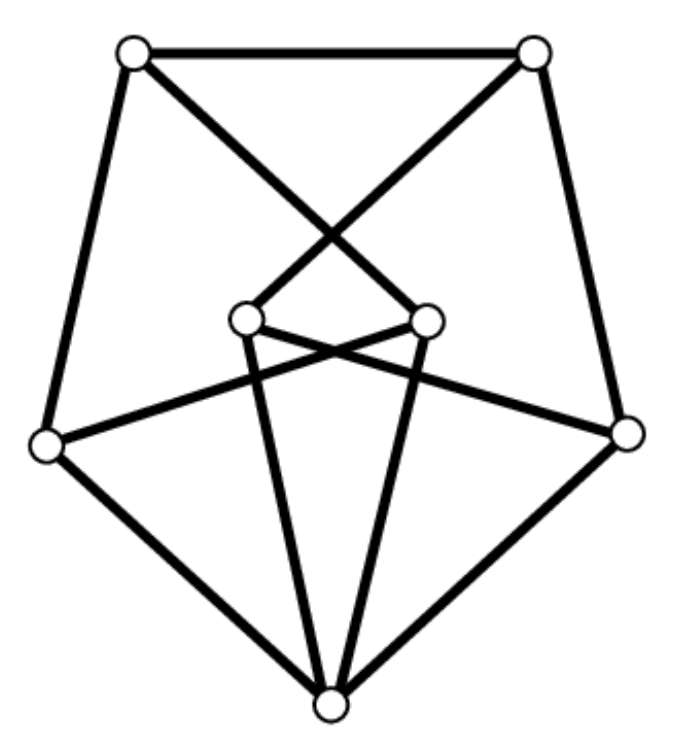
Graphe de Moser.
Graphe de Harborth, graphe-allumettes.
Graphe de Golomb.
  - Graphe de Harborth, graphe-allumettes.
  - Graphe de Golomb.
- à 4 sommets : le graphe diamant, le graphe griffe, le graphe patte.
- à 5 sommets : le graphe papillon, le graphe taureau, le graphe criquet, le graphe fléchette, le graphe cerf-volant, le  graphe fourche, le graphe maison, le graphe bannière.
- à 6 sommets : le graphe poisson, le graphe croix, le graphe mite.
- à 7 sommets : le graphe roue W7 (c'est le seul graphe roue à être distance-unité), le graphe longhorn.

## Dénombrements

### Classement par nombre de sommets
Le nombre {\displaystyle a(n)} de graphes distance-unités connexes à {\displaystyle n} sommets à isomorphisme près est donné par la suite A059103 de l'OEIS.
| {\displaystyle n}    | 1 | 2 | 3 | 4 | 5  | 6  |
| -------------------- | - | - | - | - | -- | -- |
| {\displaystyle a(n)} | 1 | 1 | 2 | 5 | 13 | 51 |

### Nombre maximal d'arêtes

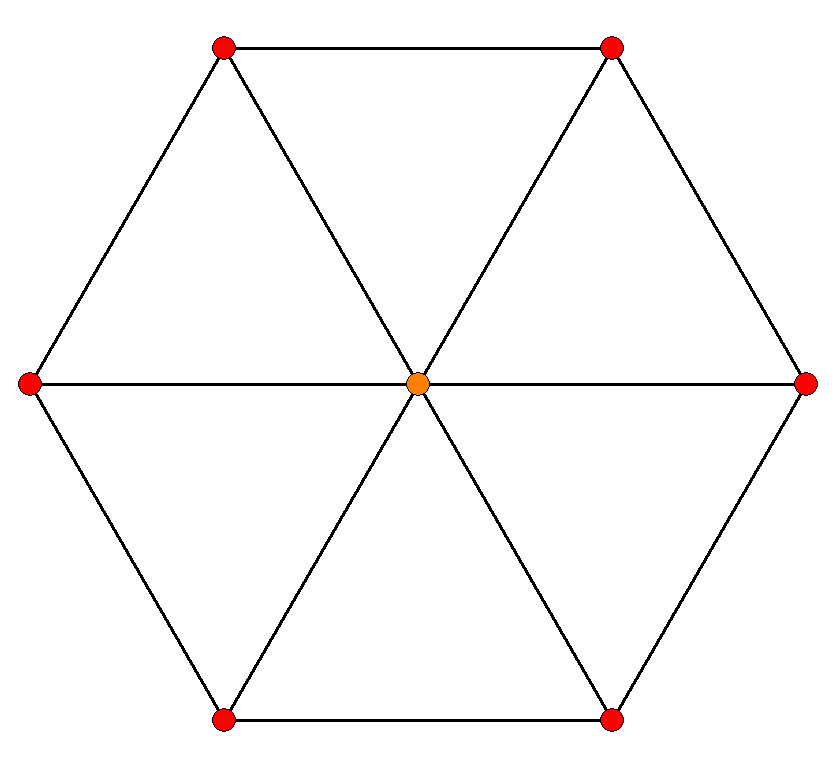
Le graphe roue W_{7} est un graphe distance-unité à 7 sommets ayant un maximum d'arêtes (12).

Paul Erdős posa le problème suivant en 1946 : quel est le nombre maximal {\displaystyle g(n)} d'occurrences d'une distance donnée (pouvant être prise égale à 1) déterminée par {\displaystyle n} points dans le plan ? En d'autres termes quel est le nombre maximal d'arêtes d'un graphe distance-unité à {\displaystyle n} sommets ? 
Les valeurs de {\displaystyle g(n)} sont connues jusqu'à {\displaystyle n=14} (suite A186705 de l'OEIS) :
| {\displaystyle n}    | 1 | 2 | 3 | 4 | 5 | 6 | 7  | 8  | 9  | 10 | 11 | 12 | 13 | 14 |
| -------------------- | - | - | - | - | - | - | -- | -- | -- | -- | -- | -- | -- | -- |
| {\displaystyle g(n)} | 0 | 1 | 3 | 5 | 7 | 9 | 12 | 14 | 18 | 20 | 23 | 27 | 30 | 33 |

Jusqu'à {\displaystyle n=8}, les graphes correspondants peuvent être tracés dans le réseau hexagonal, mais ce n'est plus le cas ensuite.
Le graphe hypercube fournit un minorant de {\displaystyle g(n)} proportionnel à {\displaystyle n\ln n}. 
En considérant des points dans une grille carrée avec un espacement soigneusement choisi, Erdős a trouvé un meilleur minorant égal à : {\displaystyle n^{1+c/\ln \ln n}} pour une constante {\displaystyle c}, et a offert 500 $ pour une preuve montrant que le nombre {\displaystyle g(n)} peut également être majoré par une fonction de cette forme.
Ce problème est très lié au théorème de Szemerédi-Trotter.

## Application au nombre chromatique du plan
Le problème de Hadwiger-Nelson, introduit en 1944 par Hugo Hadwiger et Edward Nelson, concerne le nombre minimal de couleurs qu'il faut pour colorier le plan de façon que deux points à une distance de 1 ne soient jamais de la même couleur. Il peut être formalisé en théorie des graphes de la façon suivante : quel est le nombre chromatique maximal d'un graphe distance-unité ? Le problème est toujours ouvert mais le graphe de Golomb, avec son nombre chromatique égal à 4, fournit une borne inférieure. Un autre exemple connu, plus petit mais avec le même nombre chromatique, est le graphe de Moser. Cependant, en avril 2018, des graphes de nombre chromatique 5 (comportant plusieurs milliers de sommets, le plus petit a 1581 sommets) ont été découverts par Aubrey de Grey et contrôlés par ordinateur,.

## Généralisation
La notion de dimension d'un graphe reprend l'idée d'un graphe tracé avec des arêtes de longueur 1, mais ne se restreint pas au plan.